# Mitsudomoe
Mitsudomoe (みつどもえ) é uma serie de mangá criada pelo criador de mangás Norio Sakurai que fala sobre as aventuras das trigêmeas Marui na 6º série e seu recém-contratado professor Satoshi Yabe, que se apaixona pela enfermeira da escola. É publicado pela Akita Shoten Shōnen e pela revista Weekly Shōnen Champion desde 2006 em 10 capítulos tankōbon. Em julho de 2010, o manga foi adaptado em uma serie de anime, que foi ao ar em 3 meses. Uma segunda série, nomeada Mitsudomoe Zōryōchū! (みつどもえ 増量中！), começou a ser exibida a partir de 09 de janeiro de 2011.

## Enredo
O recém-formado Satoshi Yabe está apenas começando sua nova vida como professor do ensino fundamental . Mal sabe ele que em sua classe designada para o 6º ano, notórios desordeiros Os Trigêmeos Marui estão presentes. Yabe geralmente é empurrado pelas meninas e, ocasionalmente, abusado pelos trigêmeos, que constantemente tentam colocá-lo em par com a nova enfermeira da escola, a desajeitada Kuriyama Aiko, bem como continuamente o colocam em apuros com o pai, que presume que ele é um pedófilo. Os vários outros alunos da classe também são muito selvagens e anormais, muitas vezes entrando em situações hilárias entre si e com os trigêmeos.

## Mídia

### Mangá
Mitsudomoe foi escrito e ilustrado pela primeira vez por Norio Sakurai no formato tankōbon, e foi serializado por Akita Shoten em duas de suas revistas. A serialização original ocorreu na revista Shōnen Weekly Shōnen Champion começando em 2006 e continuou por cinco anos. Devido a uma "pausa" do autor, o mangá entrou em um hiato entre a primavera de 2011 e julho de 2012. O mangá foi brevemente devolvido ao Weekly Shōnen Champion antes da serialização ser movida para a revista mensal Bessatsu Shōnen Champion em 23 de agosto de 2012. O mangá continuou seu lançamento através desta segunda revista, e dezenove tankōbon foram coletados dos capítulos em série. O primeiro lançamento remonta a 9 de janeiro de 2006 e continuou com o décimo nono volume sendo lançado em 6 de outubro de 2017. Fora do Japão, a série foi licenciada por Doki Doki na França e Tong Li Comics em Taiwan. Além da série principal, uma série spin-off chamada Almost Weekly Mitsudomoe (ほ ぼ 週刊 み つ ど も え) também foi lançada. Os capítulos apresentados no spin-off não puderam ser publicados com a série principal.   A série terminará na edição de setembro do Bessatsu Shōnen Champion de Akita Shoten.

### Anime
Em novembro de 2009 foi anunciada uma adaptação para anime do mangá pelo estúdio Bridge, a ser dirigido por Masahiko Ohta A primeira temporada foi ao ar na Chubu-Nippon Broadcasting entre 2 de julho de 2010 e 26 de setembro de 2010. Outras redes de transmissão são BS11 Digital, AT-X, MBS e Tokyo MX . Novos episódios estão sendo legendados pela MX International e transmitidos simultaneamente pela Crunchyroll . A série começou a ser lançada em Blu-ray e DVD em 25 de agosto de 2010. Um episódio originalmente não exibido foi incluído no sétimo volume lançado em 23 de fevereiro de 2011 e também foi ao ar em 6 de março de 2011 após a segunda temporada. Uma segunda temporada do anime, intitulada Mitsudomoe Zōryōchū! (みつどもえ 増量中！)  foi anunciado com o 10º volume do mangá e foi ao ar entre 9 de janeiro de 2011 e 28 de fevereiro de 2011. Também foi transmitido simultaneamente no Crunchyroll .
A primeira temporada usa duas músicas temáticas, uma de abertura e outra de finalização. O tema de abertura é "Count to Three and Assemble!" (みっつ数えて大集合!, Mittsu Kazoete Daishūgō!)(み っ つ 数 え て 大 集合!, Mittsu Kazoete Daishūgō! ) Por Ayahi Takagaki, Satomi Akesaka e Haruka Tomatsu enquanto o tema de encerramento é "Lovely Dream" (夢色の恋, Yume-iro no Koi)  de Saori Atsumi . A segunda temporada usa quatro peças musicais temáticas, dois temas de abertura e dois temas de encerramento. O tema de abertura principal é "We are Elementary School Students" (わが名は小学生, Waga Na wa Shōgakusei)  de Takagaki, Akesaka e Tomatsu, enquanto o tema de encerramento principal é "Randselling☆" (ランドセリング☆, Randoseringu)  de Nomiko. Para o primeiro episódio, os respectivos temas de abertura e encerramento são "Serious Squadron Gachirangers" (本気戦隊ガチレンジャー, Honki Sentai Gachirenja)  e "Another Morning" (またあした, Mata Ashita) , ambos interpretados por Masaaki Endoh .

## Recepção
A adaptação para anime de Mitsudomoe recebeu críticas mistas. Quatro críticos da Anime News Network deram várias críticas ao primeiro episódio da primeira temporada. Dois críticos, Hope Chapman e Gia Manry, deram ao episódio uma classificação de 2 de 5. Chapman chamou o humor do episódio de "gosto adquirido", dizendo que a abertura deve fazer qualquer um que já teve uma babá ter uma "reação automática". Apesar de chamar o conteúdo de revoltante, ele continua dizendo que não é lixo, mas ainda não é material para South Park . Gia Manry chama as três garotas dos personagens principais de "psicóticas" e as piadas em sua maioria não são engraçadas. Ela continua dizendo que os personagens em geral são tão simplistas que suas reações são previsíveis. No final, ela deu ao episódio um 2 baseado em Hitoha "que realmente se desenvolve um pouco". Carl Kimlinger deu ao episódio uma classificação de 3 de 5, dizendo que embora o conteúdo possa afastar algumas pessoas, é "a perda delas". Ele continua dizendo que, se a taxa de sucesso do humor permanecer em 50%, então seu futuro será limitado. O último revisor, Theron Martin, deu ao episódio a classificação mais alta de 4,5 de 5. Ele chama o episódio de "escrito de forma inteligente" e "maravilhosamente marcado", dizendo que se você gosta do tipo de humor atrevido que o episódio dirigido a adultos tem, então é aquele para você.
No geral, Carl Kimlinger da Anime News Network deu à primeira temporada uma nota de B− a B +. Ele elogia os primeiros sete episódios por serem muito engraçados, desde os mal-entendidos até as piadas que duram todo o episódio. Ele continua, porém, dizendo que os episódios são vulgares, mais do que ligeiramente nojentos e altamente assustadores para alguns. Nos últimos seis episódios, Kimlinger avaliou-os melhor, dando-lhes a classificação B +. Ele considera os episódios mais calorosos, mais baseados em personagens e menos desestimulantes do que os primeiros sete episódios. Ele destaca o episódio 9 como sendo "absolutamente brilhante". Ele continua dizendo que, embora os seis episódios finais sejam menos vulgares, eles ainda irão assustar muitos. Carl dá à segunda temporada uma classificação de C + dizendo que embora o elenco seja "surpreendentemente agradável", o humor parece reciclado.